# 'Anbasa Wedem
'Anbasa Wedem, également orthographié Anbasā Wademhā ou Anbasā Wadem, est l'avant-dernier négus du Royaume d'Aksoum  avant la dynastie des  Zagwés. Son règne est marqué par une guerre fraternelle pour le trône. 

## Entourage
'Anbasa Weden est le frère du roi d'Aksoum Del Na'od (ou Dil Na'od), tous deux fils du roi axoumite Degna Djan et de son épouse, dont l'identité est inconnue. Au milieu du XXe siècle, il était encore considéré que Del Na'od était son fils, comme le suggère G. W. B. Huntingford, linguiste, anthropologue et historien anglais, professeur à l'Université de Londres. 

Toujours d'après Huntingford, en se basant sur d'autres sources comme La Chronique de Paris ou deux listes rédigées par Pedro Páez et Manuel de Almeida d'après des récits, aujourd'hui disparus, qui étaient conservés à l'église d'Axoum et chez l'empereur Seltan Sagad, Ambaçâ Udm, une autre orthographe de 'Anbasa Wedem, serait, avec une poignée d'autres rois axoumites, le descendant direct de la légendaire reine de Saba et de son fils, tout autant légendaire, Menelik Ier (le premier roi d'Axoum),.

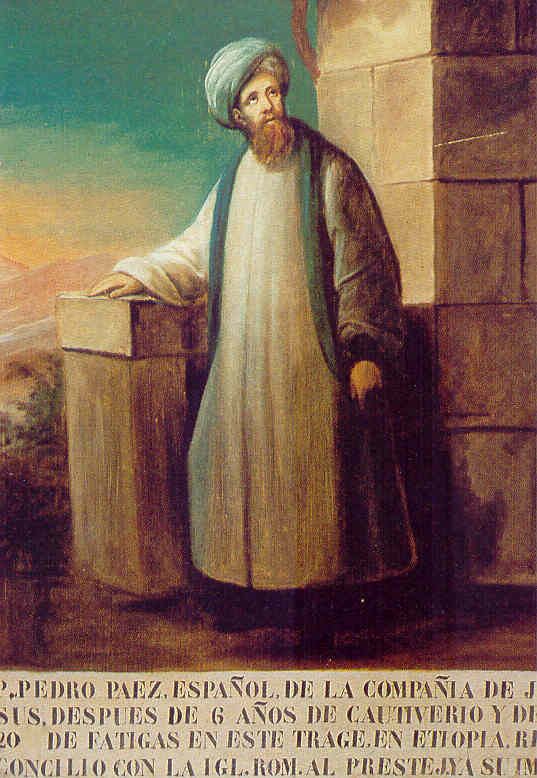
Pedro Paez.
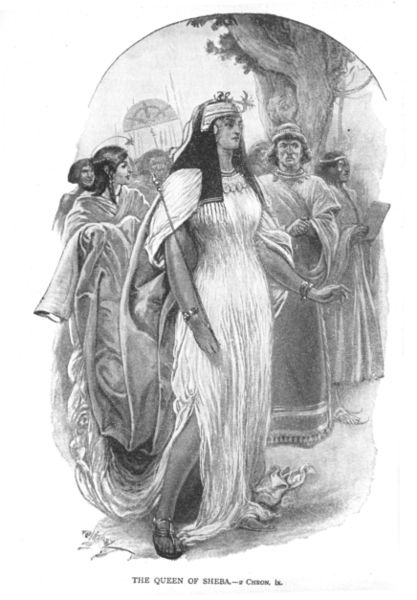
La Reine de Saba.

Joseph Tubiana, ethnologue spécialiste de l'Éthiopie et de l'Afrique orientale, suggérait trois ans plus tôt, relatant la généalogie royale du Ras Mengesha Yohannes (fils de Yohannes, Roi de Sion, Rois des Rois d'Éthiopie), que 'Anbasa était le fils d'Asfâh, ou Asafâh (il se pose lui-même la question). Dans une liste, la liste F (B), il semble correspondre à Asfâ Sâhel (de la liste G), correspondant lui-même à Asfeha (des listes A et D) ; dans la liste F (B), Anbasâ Wedem est situé juste en dessous d'Asfâh, mais sans certitude puisque dans la liste G c'est Asged qui se situe en-dessous. Ce qui justifie qu'il fut considéré comme le père de Del Na'od, c'est qu'il précédait dans les listes B, D, E et des variantes de la A son frère (la plupart des rois étant juste le fils du précédant).

## La fin d'un royaume
'Anbasa Wedem, après la mort son père Degna Djan, prend la tête du royaume axoumite. Il est difficile de dire quand s'arrête la lignée des rois axoumites avant la prise du pouvoir des Zagwés mais deux options s'offrent à nous ; soit il fut le dernier roi axoumite, soit ce fut son frère, Del Na'od, qui fut le dernier roi avant d'être défait face à la future dynastie. Sir Ernest Alfred Thompson Wallis Budge, égyptologue et orientaliste anglais de la fin du XIXe siècle et du début du XXe siècle écrit en 1928 qu'il fut le dernier.

« The last two kings who reigned before the coming of the Zâgwê kings were Degnâ Djân, or Ged'â Djân, and 'Anbasa Wedem. »

— Sir Ernest Alfred Thompson Wallis Budge, A History of Ethiopia: Volume I (Routledge Revivals): Nubia and Abyssinia
Ce passage, traduisible en français : « Les deux derniers rois qui ont régné avant la venue des rois Zagwés étaient Degna Djan, ou Geda Djan, et 'Anbasa Wedem. », introduit la possibilité qu'il fut le dernier roi et que son frère Del Na'od n'ait jamais régné en tant que roi d'Axoum (son frère est en réalité désigné roi à la mort de leur père mais est finalement déchu avant de prendre le pouvoir de force en battant son frère 'Anbasa Wedem), mais il écrit ce livre plus de trente ans avant Tubiana et Huntingford. Ce passage suggère tout de même que le royaume, avec le peu de sources que possédaient les spécialistes au début du XXe siècle, touchait à sa fin.

## Règne et guerre fraternelle
Avant que le père de 'Ansaba Wedem et de Del Na'od ne meure, il a remis une mission à l'Abuna Pierre. Cette mission, c'est de prendre une responsabilité si importante que l'avenir du royaume en dépend ; il est chargé de désigner lequel des deux frères sera futur roi. Il décide, pour des raisons inconnues, de choisir Del Na'od, aux dépens de son frère. 'Ansaba Wedem se sent offensé et ne veut pas en rester là ; il soudoie dès lors un certain Mennas (d'après différentes sources, Anthony, Minas, Menas ou Mina), moine égyptien, d'envoyer des lettres de sa part au patriarche d'Alexandrie. Dans ces lettres, 'Ansaba Wedem rédige de nombreuses fausses accusations concernant l'Abuna. Dans une de ces lettres, il est fait mention pour que Mennas remplace immédiatement l'Abuna Pierre. Dans une autre version, c'est Minna qui part de lui-même informer le patriarche et qui détrône Del Na'od.
Lorsque Mennas revient dans le royaume, Pierre a déjà été expulsé et Mennas est alors chargé de prendre la responsabilité pour désigner le futur roi ; il fait déchoir Del Na'od et 'Ansaba Wedem prend ainsi la tête du royaume. Par la même occasion, il vient de déclencher une guerre fraternelle qui pousse Del Na'od à rassembler des troupes et à l'attaquer ; il parvient ainsi à le détrôner. Del Na'od trouve la mort dans cette bataille (une autre version raconte qu'il a été capturé) mais Mennas survit ; Victor (ou Fiqtor), un de ces alliés, part à la rencontre du patriarche d'Alexandrie Cosmas II (ou Cosmas III), qui excommunie Mennas (il aurait été excommunié parce que Victor aurait raconté au patriarche que Mennas avait commis des crimes). Quand Victor revient dans le royaume, Mennas est déjà mort, tué sous le commandement de Del Na'od ; ce dernier meurt près d'une dizaine d'années plus tard mettant réellement fin au royaume axoumite. Selon une autre version, Del Na'od tente de faire la paix avec Cosmas après avoir capturé 'Ansaba Wedem en exécutant Mina et en voulant remettre Pierre comme Abuna ; mais Pierre est déjà mort et il décide de donner son poste à un aumônier de Pierre sans en avertir le patriarche, ce dernier l'obligeant à rester dans la ville jusqu'à sa mort.